# 荔蝽
荔蝽又称荔枝蝽、荔枝椿象，俗稱“臭屁蟲”，为荔蝽科荔蝽屬下的一种椿象。盾形，黄褐色，若虫初孵时为血红色；具有臭腺，开口于中足基部侧后方。荔蝽主要为害荔枝和龙眼，也为害其他无患子科植物。

## 產地
其原產華南、東南亞及南亞，台灣於1999年首度在金門紀錄到荔枝椿象的入侵，2011年開始蔓延到本島並對作物造成嚴重危害。由於荔枝椿象會噴出具腐蝕性的毒液以作防禦，因此在野外幾乎沒有天敵，唯一的天敵就只有平腹小蜂。

## 食性
以刺吸式口器吸食寄主植物（尤其是無患子科的荔枝、龍眼）的汁液，造成花穗萎凋、果皮焦黑、落花落果或生長不佳，嚴重甚至造成果樹枯死。

## 毒性
荔枝椿象受到威脅時，會從尾端噴出具有腐蝕性的毒液，不慎被噴到皮膚會導致灼傷，若延誤就醫可能會留下疤痕，碰到荔枝椿象時切勿徒手抓取，若不慎被毒液噴到應趕緊以大量清水沖洗，並趕緊迅速就醫，以免留下疤痕。

## 產卵
荔枝椿象一次會產14粒卵，因此在香港另有俗稱「14粒」。

## 用途
在泰國、越南等地，荔蝽可油炸食用。臺灣曾有來自該地的移工捕捉荔蝽，按壓尾部噴光毒液後直接生食。
台灣農業部林業及自然保育署稱其是食用昆蟲、優良蛋白質來源，並在2024年發起烹飪活動藉此防治蟲害。國立臺灣大學昆蟲學系名譽教授徐爾烈表示荔蝽煮熟後應不會影響，但須考慮是否為過敏原，若食用後如果出現全身性丘疹、呼吸困難、心跳加快等過敏反應，要盡速就醫施打抗過敏藥。衛生福利部食藥署多次警告荔枝椿象為外來害蟲，其食用安全性未經確認，呼籲民眾不要食用，以維護健康。且依照《食品安全衛生管理法》第15條規定「食品或食品添加物從未於國內供作飲食且未經證明為無害人體健康者」、「不得製造、加工、調配、包裝、運送、貯存、販賣、輸入、輸出、作為贈品或公開陳列」。違者可開罰6萬元以上、2億元以下罰鍰，產品沒入銷毀。